# Ligue de Corinthe
Pour les articles homonymes, voir Ligue.

La Ligue de Corinthe en 336 av. J.-C. (en jaune)

La Ligue de Corinthe ou Ligue des Hellènes désigne au IVe siècle av. J.-C. et au IIIe siècle av. J.-C. plusieurs confédérations de cités et d'États grecs sous la domination du royaume de Macédoine.

## Époque classique

### Naissance de la confédération
La première Ligue de Corinthe a été fondée au printemps 337 av. J.-C. à l'issue du congrès de Corinthe organisé par le roi de Macédoine Philippe II. Après sa victoire à la bataille de Chéronée contre Athènes et Thèbes, Philippe veut se poser en champion du panhellénisme afin d'étendre sa domination sur les Grecs d'Asie et impose une alliance à laquelle toutes les cités sont contraintes d'adhérer, à l'exception notable de Sparte qui se voit cependant diminuée dans ses pouvoirs.
Cette alliance donne une forme stable à l'hégémonie de la Macédoine qui est permise grâce à la politique d’expansion de Philippe, et par la suite de son fils Alexandre le Grand, avec les préparatifs de la conquête de l'Empire perse de 338 à 335. Au départ, il s'agit d'un simple traité de « paix commune » (en grec ancien κοινή εἰρήνη / koinè eirenè) auquel toutes les cités grecques sauf Sparte adhèrent. En réalité c’est un moyen pour la Macédoine d’imposer sa souveraineté, à tous les Grecs. En effet il y est indiqué que les Grecs doivent prêter le serment de ne jamais en aucun cas nuire à Philippe II. Ils doivent également reconnaître la descendance de Philippe II comme légitime. De plus il contient une interdiction catégorique de renverser par la force les constitutions des autres cités ; or ces constitutions sont pour la plupart oligarchiques, ayant subi depuis quelques mois une vigoureuse pression de la part de Philippe. Par ailleurs la ligue interdit aussi les conflits et la piraterie, ainsi que les bannissements illégitimes, les confiscations, tout nouveau partage des terres, toute abolition des dettes et tout affranchissement en masse des esclaves. Le but en fait est de protéger les classes possédantes contre la révolution pour maintenir la paix, nécessaire au projet de Philippe qui se cache derrière cette alliance.
Afin de faire respecter cette paix, Philippe fait preuve de générosité envers les Grecs. Pour commencer il garantit la liberté aux Grecs, la liberté de navigation ainsi que le fait que les différends entre cités doivent être réglés par l'arbitrage d'une tierce cité. Les Grecs restent donc libres sur la terre et la mer. Concernant Athènes, il accorde la sépulture aux morts de la bataille de Chéronée pour Athènes et ses alliés, ce qui est un signe de respect à leur égard. Les institutions en place sont également maintenues, et ceux qui y porteront atteinte seront punis afin de maintenir la stabilité politique. Tous les Grecs doivent aussi prêter serment devant les dieux de protéger cette paix commune afin de participer à son maintien. En remerciement de cette générosité les Athéniens offrent à Philippe la citoyenneté athénienne. Démade, un orateur athénien qui est fait prisonnier pendant la bataille de Chéronée, retrouve sa liberté et joue un rôle important dans les négociations entre Athènes et la Macédoine, d'où l'expression « paix de Démade » servant à qualifier la paix née de la Ligue de Corinthe.
Gravement amputées de leur autonomie interne, les cités grecques subissent des réformes imposées. Les mouvements sociaux, d'inspiration démocratique, qui accompagnent d'ordinaire les réformes libérales sont pour toujours bloquées, qu'il s'agisse du partage des terres, de l'abolition des terres, de la libération des esclaves.

### Organisation politique
Les cités sont représentées par leurs délégués respectifs qui siègent au sein d'un Conseil, le Synédrion des Hellènes (en grec ancien Συνέδριον τῶν Ἑλλήνων). Cependant, ces délégations ne sont pas à égalité de voix : elles disposent d'une ou plusieurs voix, au prorata de la population qu'elles représentent et de leur contribution financière, selon le principe adopté par les Béotiens et les Arcadiens. Ce Conseil siège en général à Corinthe, et s'occupe de toutes les questions fédérales, ainsi que du contrôle politique et social des cités. Il fonctionne comme tribunal suprême : il juge par exemple le citoyen d'une ville fédérée qui s'engage dans une armée étrangère contre la ligue ou contre son chef, et peut le condamner au bannissement ou à la confiscation. Le Conseil n'est en théorie pas souverain : ses "propositions" doivent être ratifiées par les organes politiques des États-membres, mais la réalité sera tout autre. C'est donc avant tout un instrument aux mains d'un maître, d'autant que c'est Philippe II qui convoque ce Synédrion ou le fait convoquer par un mandataire. Qu'est-ce en réalité que la paix qu'on proclame ? Philippe, comme Alexandre, est d'abord un chef de guerre : c'est pourquoi il commence par recenser dans toutes les cités les hommes en état de porter les armes, car il exige des contingents. Il recrute 200 000 fantassins et 15 000 cavaliers.
Cette alliance devient en effet rapidement une symmachie (alliance militaire), obéissant à un homme plutôt qu'à une cité, avec pour objectif principal d’envahir l'Empire perse, sous le prétexte de venger la profanation des sanctuaires grecs qui eut lieu pendant les guerres médiques un siècle et demi plus tôt. Tant que la purification du sacrilège n’a pas été faite les Grecs ne peuvent ni pardonner ni oublier. Il faut garantir qu'aucune cité n'exercerait des actions contraires aux lois établies. Philippe II évoque également l’affaiblissement de la puissance perse après l’assassinat d'Artaxerxès III et la crise de succession qui suit, pour convaincre de les attaquer. Il rappelle aussi aux Grecs leurs nombreuses victoires passées (Marathon, Salamine, Platée, etc.), qui sont la preuve de leur puissance. Il cite dans ses arguments la Ligue de Corinthe de 481, qui a les mêmes objectifs, à savoir libérer les Grecs d'Anatolie des Perses et y installer des colons grecs afin de ramener paix et prospérité.
Philippe II se fait proclamer hégémon, c’est-à-dire général en chef militaire, de la Ligue en 337. À ce titre, il plaide pour une guerre commune de la Macédoine unie à toutes les cités grecques contre l'Empire achéménide. Le premier acte politique de la Ligue de Corinthe est donc le vote de la guerre contre les Perses auparavant et la désignation de Philippe II comme stratège autocratôr. C'est un titre donné dans la Grèce antique aux défenseurs d’une autorité absolue. Mais la mort de Philippe retarde le projet ; c'est son fils, Alexandre le Grand, qui met son plan en application à partir de 334. Des contingents de la Ligue de Corinthe (commandés par Antigone le Borgne) prennent part aux campagnes d'Alexandre qui s'achèvent par la conquête de l'Empire perse.
La Ligue de Corinthe n'a plus rien à voir avec les petites confédérations qui ont cherché à sauvegarder leurs intérêts locaux, ni avec celles qui ont partagé la Grèce en deux du temps de la guerre du Péloponnèse. Le pacte fédéral imposé par la Ligue de Corinthe déclare l'unité et la concorde obligatoires dans la Grèce tout entière, surveille les cités suspectes, et vise à maintenir à jamais leur régime monarchique existant. Les cités-États comme Athènes et Sparte perdent l’initiative au détriment d’une structure plus grande. Quant aux cités, elles perdent leurs pouvoirs et l’importance politique et historique qu’elles possédaient. Cette époque est aussi marquée par l’ouverture du monde grec sur la période hellénistique.

## Époque hellénistique

### Ligue d'Antigone le Borgne
La Ligue de Corinthe est rétablie en 302 av. J.-C. par Antigone le Borgne et son fils Démétrios Poliorcète. Réunissant de nouveau la plupart des États grecs (à l'exception de Sparte, de la Messénie et de la Thessalie), elle est dirigée contre Cassandre, nouveau maître de la Macédoine et doit servir au contrôle de la Grèce, alors qu'une garnison antigonide est installée à Corinthe. Une inscription épigraphique trouvée à Épidaure éclaire sur ses statuts juridiques. Cette ligue s'apparente à une symmachie, c'est-à-dire à une alliance militaire temporaire, tout en visant théoriquement la « paix commune ».

### Ligue hellénique d'Antigone III Doson
Une nouvelle Ligue hellénique est fondée en 224 av. J.-C. à l'initiative du roi de Macédoine Antigone III Doson dans le cadre de la guerre de Cléomène qui voit la formation d'une alliance entre la Macédoine et la Ligue achéenne contre Sparte. Outre ces deux États alliés, elle rassemble les Épirotes, les Phocidiens, les Béotiens, les Acarnaniens, les Locriens d'Oponte et les Grecs sous domination macédonienne (Thessaliens et Eubéens). Contrairement aux précédentes Ligues de Corinthe, cette ligue regroupe des fédérations et non plus des cités. Chacun des États conserve son autonomie interne et envoie des représentants à un Conseil fédéral (synédrion) sur convocation du roi de Macédoine en tant qu'hégémon. Les décisions du Conseil fédéral doivent être ratifiées par les instances intérieures des États membres. Cette ligue s'avère finalement différente des précédentes car les États, plus puissants que ceux de la fin du IVe siècle av. J.-C., bénéficient davantage d'autonomie. La ligue perdure jusqu'au règne de Philippe V, s’étalant de 221 à 179 av. J.-C.